# 남해 신흥사지 삼층석탑
남해 신흥사지 삼층석탑(南海 新興寺址 三層石塔)은 대한민국 경상남도 남해군 남면 당항리 신흥사지에 있는 삼층석탑이다.
1983년 7월 20일 경상남도의 문화재자료 제43호 당항 신흥사 삼층석탑으로 지정되었다가, 2018년 12월 20일 현재의 명칭으로 변경되었다.

## 개요
신흥사의 옛 터에 있었던 3층 석탑으로, 탑을 품었던 절은 신라 신문왕 때 원효대사가 창건하였던 곳이나, 현재는 터만 남아 당항리 마을로 변해버렸다. 절터에 마을이 들어서면서 탑을 몇 차례 옮기다 1957년 마을 주민들이 지금의 자리로 옮겨 놓았는데, 옮길 때마다 각 부분의 돌들이 없어지거나 훼손되었다.
현재는 기단부(基壇部)가 모두 없어지고 탑신(塔身)의 1층 몸돌과 1·2·3층 지붕돌, 머리장식인 보개(寶蓋:뚜껑모양의 돌), 보륜(寶輪:수레바퀴모양의 돌) 만이 남아 있다.
고려말·조선초 즈음에 세운 석탑으로 추측되는데, 탑신의 2·3층 몸돌은 후에 보충해 놓은 것이다.

## 같이 보기
- 삼층석탑

## 참고 자료
- 당항신흥사삼층석탑 - 국가유산청 국가유산포털